# Altensaal
Altensaal ist ein Wohnplatz in der Gemeinde Kürten im Rheinisch-Bergischen Kreis.

## Lage und Beschreibung
Der Ort liegt etwas abseits der Bundesstraße 506 südlich von Neuensaal. Der Sportplatz Bechen liegt in Altensaal.

## Geschichte
Ein Hof Saal bei Bechen wurde erstmals im Jahr 1443 als zo dem Sale urkundlich erwähnt, 1470 als Saell. Das Grundwort im Ortsnamen gehört entweder zu ahd. sal, as. seli oder zu ahd. seilda, mhd. selde. Beide Wortstämme besitzen die Bedeutung „Wohnung“, „Haus“.
Der Ort lag an dem Heerweg Köln–Wipperfürth–Soest, einer bedeutenden mittelalterlichen Altfernstraße von Köln über Wipperfürth nach Soest. Die Trasse der alten Höhenstraße wird bis auf kleine Abweichungen noch heute von der Bundesstraße 506 genutzt, bei Altensaal verlief sie aber bis nach Schnappe auf der gleichnamigen heutigen Straße Altensaal und dem sich anschließenden Feld- / Waldweg.
Carl Friedrich von Wiebeking benennt die Hofschaft auf seiner Charte des Herzogthums Berg 1789 als Saal. Aus ihr geht hervor, dass Altensaal zu dieser Zeit Teil der Honschaft Bechen im Kirchspiel Bechen im Landgericht Kürten war.
Unter der französischen Verwaltung zwischen 1806 und 1813 wurde das Amt Steinbach aufgelöst und der Ort wurde politisch der Gemeinde Bechen in der Mairie Kürten im Kanton Wipperfürth im Arrondissement Elberfeld zugeordnet. 1816 wandelten die Preußen die Mairie zur Bürgermeisterei Kürten im Kreis Wipperfürth.
Der Ort ist auf der Topographischen Aufnahme der Rheinlande von 1824 als Alte Saal und auf der Preußischen Uraufnahme von 1840 als Altensaal verzeichnet. Ab der Preußischen Neuaufnahme von 1892 ist er auf Messtischblättern regelmäßig als Altensaal verzeichnet.
Der 1845 laut der Uebersicht des Regierungs-Bezirks Cöln als Hof kategorisierte Ort besaß zu dieser Zeit zwei Wohnhäuser. Zu dieser Zeit lebten 22 Einwohner im Altensaal genannten Ort, davon alle katholischen Bekenntnisses. Die Gemeinde- und Gutbezirksstatistik der Rheinprovinz führt Altensaal 1871 mit zwei Wohnhäusern und 13 Einwohnern auf. Im Gemeindelexikon für die Provinz Rheinland von 1888 werden drei Wohnhäuser mit 18 Einwohnern angegeben. 1895 hatte der Ort zwei Wohnhäuser und 15 Einwohner. 1905 besaß der Ort drei Wohnhäuser und 13 Einwohner und gehörte konfessionell zum katholischen Kirchspiel Bechen.
1927 wurden die Bürgermeisterei Kürten in das Amt Kürten überführt. In der Weimarer Republik wurden 1929 die Ämter Kürten mit den Gemeinden Kürten und Bechen und Olpe mit den Gemeinden Olpe und Wipperfeld zum Amt Kürten zusammengelegt. Der Kreis Wipperfürth ging am 1. Oktober 1932 in den Rheinisch-Bergischen Kreis mit Sitz in Bergisch Gladbach auf.
1975 entstand aufgrund des Köln-Gesetzes die heutige Gemeinde Kürten, zu der neben den Ämtern Kürten, Bechen und Olpe ein Teilgebiet der Stadt Bensberg mit Dürscheid und den umliegenden Gebieten kam.